# Bol alimentari
El bol alimentari és el resultat de la masticació de l'aliment pels molars i posterior insalivació. En aquest cas la saliva conté l'enzim ptialina que comença la digestió dels carbohidrats i els converteix en sucres més simples que es poden digerir més fàcilment per altres enzims de l'aparell digestiu.

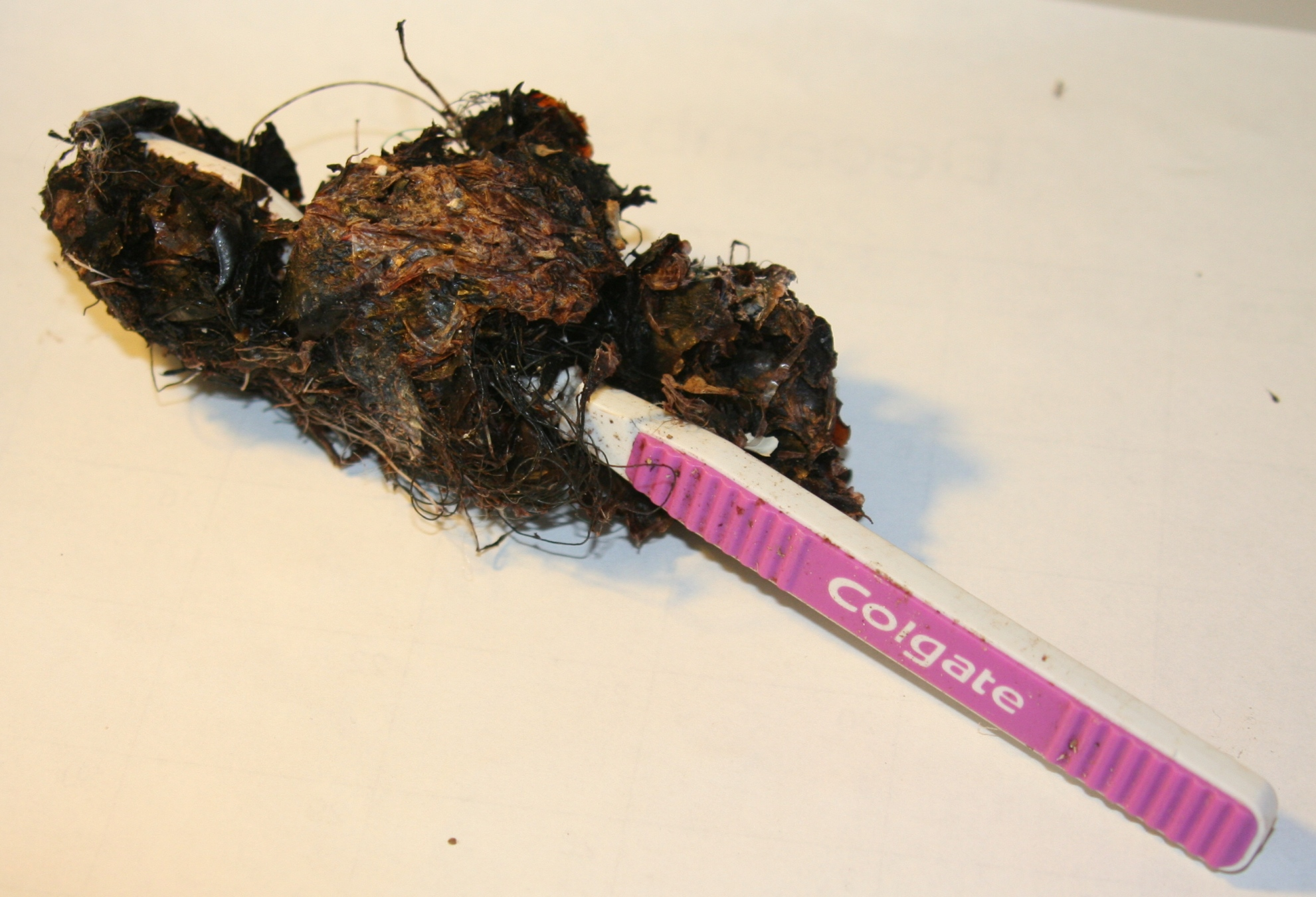
Aquest bol procedent d'un albatros té diversos elements d'inflamació ingerits, inclòs el monofilament de les xarxes de pesca i un raspall de dents descartat. Illa de Tern, Hawaii.

## Procés de desplaçament del bol a l'estómac
El bol alimentari un cop dintre la boca és impulsat per la llengua contra el paladar i d'aquí cap a la faringe. El bol és deglutit d'una sola vegada. Aquesta part és realitzada de manera conscient i voluntària.
Després se succeeixen diverses accions automàtiques (reflexos): les parets de l'esòfag es contreuen i propulsen l'aliment cap a l'estómac, mentre el vel del paladar s'eleva perquè el bol alimentari no passi a les fosses nasals. L'epiglotis o nou del coll, un cartílag que actua com a vàlvula, tapona la laringe perquè no entri a les vies aèries.
Ja a l'esòfag, una sèrie de contraccions musculars anomenades moviment peristàltic peristàltiques seqüencials de les parets de l'òrgan fa que l'aliment progressi cap avall fins que, finalment és abocat a l'interior de l'estómac a través del càrdies que s'obre al pas del bol.
Un cop a l'estómac amb contacte amb els sucs gàstrics compostos per aigua, àcid clorhídric, rennina (àcid que degrada la llet), mucina, la pepsina i el factor intrínsec juntament amb els moviments peristàltics esdevé al cap d'1-5 hores en un líquid i passa dir-se quim. Després les ones de contracció empenyen el quim cap al pílor, on entrarà dins l'intestí prim.